# Espírito Santo do Turvo (kommun)
Espírito Santo do Turvo är en kommun i Brasilien.   Den ligger i delstaten São Paulo, i den södra delen av landet, 800 km söder om huvudstaden Brasília. Antalet invånare är 4 246.
Följande samhällen finns i Espírito Santo do Turvo:
- Espírito Santo do Turvo

Trakten runt Espírito Santo do Turvo består i huvudsak av gräsmarker. Runt Espírito Santo do Turvo är det mycket glesbefolkat, med 5 invånare per kvadratkilometer.